# السملان (البيضاء)
السملان هي إحدى قرى الجمهورية اليمنية. وهي تتبع جغرافيًا لمحافظة البيضاء. وإداريًا لمديرية الزاهر. يبلغ تعداد سكانها 944 نسمة حسب الإحصاء الذي جرى عام 2004.